# Xã Oak Creek, Quận Saunders, Nebraska
Xã Oak Creek (tiếng Anh: Oak Creek Township) là một xã thuộc quận Saunders, tiểu bang Nebraska, Hoa Kỳ. Năm 2010, dân số của xã này là 940 người.